# بيتر ديليان
بيتار الثاني ديليان (بالبلغارية: Петър II Делян)‏ هو حاكم بلغاري. كان زعيم الانتفاضة ضد الحكم البيزنطي في ثيمة بلغاريا خلال صيف 1040. تم إعلانه قيصر بلغاريا كونه كان حفيد صامويل البلغاري.